# Saka (schudinstrument)
Een saka of sakka is een muziekinstrument uit Suriname.
Het is een schudinstrument met handvat, en een bol die gemaakt is van een schone kalebas gevuld is met zaden of steentjes. Het instrument wordt zowel in de inheemse als Afro-Surinaamse muziek gebruikt.
Het is enerzijds een ritmisch instrument dat het tempo aangeeft. Voor de bonuman (marrons) evenals pyjaiman (inheems) heeft het daarnaast een religieuze betekenis.